# Трипи (коммуна)
Три́пи (итал. и сиц. Tripi) — коммуна в Италии, располагается в регионе Сицилия, в провинции Мессина.
Население составляет 1044 человека (2008 г.), плотность населения составляет 19 чел./км². Занимает площадь 54 км². Почтовый индекс — 98060. Телефонный код — 0941.
Покровителем коммуны почитается святой мученик Викентий Сарагосский, празднование в первое воскресение сентября.

## Демография
Динамика населения:

## Администрация коммуны
- Официальный сайт: http://www.comune.tripi.me.it/